# Ancylodonta apipema
Ancylodonta apipema is een keversoort uit de familie van de boktorren (Cerambycidae). De wetenschappelijke naam van de soort werd voor het eerst geldig gepubliceerd in 2006 door Martins & Galileo.